# Тран Ті Дієу Нінь
Тран Ті Дієу Нінь (в'єт. Trần Thị Diệu Ninh; нар. 14 вересня 1990) — в'єтнамська борчиня вільного стилю, срібна призерка чемпіонату Азії.

## Життєпис
Боротьбою почала займатися з 2004 року. У 2009 році стала срібною призеркою чемпіонату Азії серед юніорів. Наступного року на цих же змаганнях здобула бронзову нагороду.
Виступала за борцівський клуб Ханоя. Тренер — Фрідон Чартішвілі, Тран Ван Сон.

## Спортивні результати на міжнародних змаганнях

### Виступи на Чемпіонатах світу
| Змагання                        | Збірна  | Вагова категорія          | Місце |
| ------------------------------- | ------- | ------------------------- | ----- |
| Чемпіонат світу з боротьби 2009 | В'єтнам | жіноча боротьба, до 51 кг | 17    |
| Чемпіонат світу з боротьби 2011 | В'єтнам | жіноча боротьба, до 55 кг | 29    |

### Виступи на Чемпіонатах Азії
| Змагання                       | Збірна  | Вагова категорія          | Місце  |
| ------------------------------ | ------- | ------------------------- | ------ |
| Чемпіонат Азії з боротьби 2010 | В'єтнам | жіноча боротьба, до 51 кг | 5      |
| Чемпіонат Азії з боротьби 2011 | В'єтнам | жіноча боротьба, до 55 кг | 5      |
| Чемпіонат Азії з боротьби 2012 | В'єтнам | жіноча боротьба, до 55 кг | Срібло |

### Виступи на інших змаганнях
| Змагання                                                        | Збірна  | Вагова категорія          | Місце  |
| --------------------------------------------------------------- | ------- | ------------------------- | ------ |
| Олімпійський кваліфікаційний турнір з боротьби 2012 (Астана)    | В'єтнам | жіноча боротьба, до 55 кг | Бронза |
| Олімпійський кваліфікаційний турнір з боротьби 2012 (Гельсінкі) | В'єтнам | жіноча боротьба, до 55 кг | 9      |

### Виступи на змаганнях молодших вікових груп
| Змагання                                      | Збірна  | Вагова категорія          | Місце  |
| --------------------------------------------- | ------- | ------------------------- | ------ |
| Чемпіонат Азії з боротьби серед юніорів 2009  | В'єтнам | жіноча боротьба, до 51 кг | Срібло |
| Чемпіонат світу з боротьби серед юніорів 2009 | В'єтнам | жіноча боротьба, до 51 кг | 22     |
| Чемпіонат Азії з боротьби серед юніорів 2010  | В'єтнам | жіноча боротьба, до 51 кг | Бронза |